# Játékok
Játékok (en hongarès "Joc") és una col·lecció de peces curtes per a piano escrites pel compositor hongarès György Kurtág. Aquestes peces, compostes des de 1973 i adreçades a infants i joves pianistes, ofereix una visió pedagògica de l'ús del piano com si es tractés d'un joguet, alhora que combina l'aprenentatge de la tècnica bàsica de l'instrument amb el desenvolupament de l'expressió musical. Aquest conjunt de peces es recullen en una col·lecció de vuit volums, amb centenars de partitures per a piano sol, per a quatre mans o inclús algunes peces per a dos pianos.

## La música i el joc en el piano
Les peces de György Kurtág ofereixen una fascinant visió del món de la música i de la pedagogia de l'instrument de la segona meitat del segle xx. Les principals idees pedagògiques que recull Játékok estan basades en el concepte de joc. Així doncs, les petites composicions no tan sols permeten a l'infant gaudir d'una gran llibertat expressiva amb l'instrument sinó que la pròpia composició fou en el seu moment una activitat molt alliberadora per al propi compositor, tot un laboratori on assajar noves idees i propostes musicals:
"El piano era el joguet de Kurtág i Játékok la seva pròpia zona de jocs ".

## El llenguatge i l'escriptura musical de Játékok: característiques
György Kurtág és un compositor nascut a Lugoj (Romania) l'any 1926 destacat per ser un dels grans compositors contemporanis Hongaresos de la segona meitat del segle xx. En Játékok, Kurtág utilitza un llenguatge aforístic que té la intenció d'expressar una idea concisa de la síntesi de diversos elements: un nou llenguatge musical, una gran herència folklòrica i molts d'altres lligams sorgits del repertori clàssic de segles anteriors.

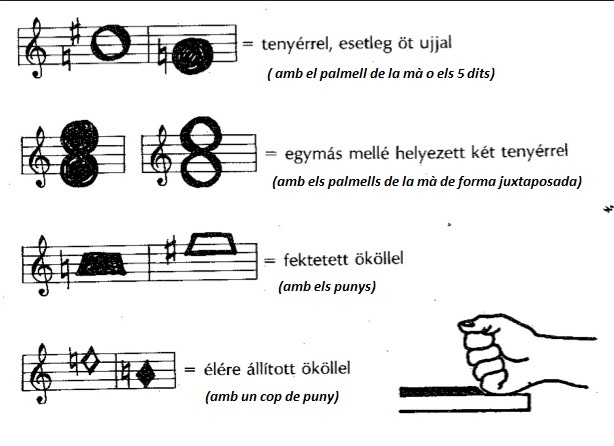
Escriptura i interpretació en Játékok (clústers)

Tot i que en realitat l'obra s'adreça a pianistes de totes les edats, hi ha molts aspectes de la seva escriptura que estan estretament relacionats amb l'aprenentatge del piano en les etapes inicials. Játékok forma part d'un material docent que permet que els infants experimentin amb la música per mitjà  del moviment i del desenvolupament sensitiu.
Kurtág empra la seva pròpia notació gràfica mitjançant figures que reforcen la idea de joc i la comprensió del moviment físic involucrat en el joc. L'escriptura pretén estimular al infant en l'experimentació amb sons i sensacions diverses, així com vivificar l'espontaneïtat en la interpretació, enlloc d'analitzar-la des d'una posició formalitzada.En Játékok el primer pla està focalitzat en l'experiència física. Per això, l'autor empra elements com els clústers i els glissandos en moltes de les seves peces amb la finalitat d'aproximar-se a l'instrument d'una forma totalment diferent a la tradicional.
A Játékok, Kurtág qüestiona les bases jeràrquiques del aprenentatge clàssic en el piano permetent que l'infant dialogui amb l'instrument a través del seu cos com a centre de l'experiència musical. Alguns models anteriors (metodologies del piano) no tenen en consideració aquesta premissa i el fet d'exposar a l'infant de forma prematura a la notació clàssica musical pot conduir a una disminució de la sensibilitat tant a nivell auditiu com corporal; en tant que s'eliminen progressivament els patrons naturals i espontanis dels nens.

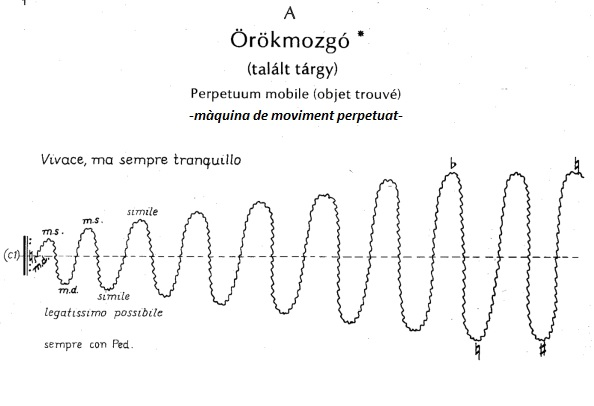
Escriptura en Játékok (glissando)

## La qualitat pedagògica de l'obra: gest, moviment i expressivitat
Kurtág situa l'experiència corporal com la base del coneixement i el desenvolupament del nen en la seva relació amb l'instrument com a elements essencials en la seva formació.
En síntesi, Játékok pot ser una eina molt valuosa per a millorar l'expressió corporal, el desenvolupament de l'oïda interna i també la intencionalitat de l'infant en busca d'un resultat sonor determinat. Aquestes peces poden interpretar-se de forma experimental o bé apreses per mitjà de la imitació dels moviments corporals que proposa el professor.
L'esperit amb què es construeix la música allibera els nens d'un excés de consciència en els seus actes i per això pot ésser plantejada com una gran proposta pedagògica, tant en les etapes inicials com en etapes posteriors del seu desenvolupament amb l'instrument.
"Amb Játékok, els nens poden aprendre a usar el seu cos a través de la música i la música a través del seu cos"

### Alguns exemples i comentaris de les peces

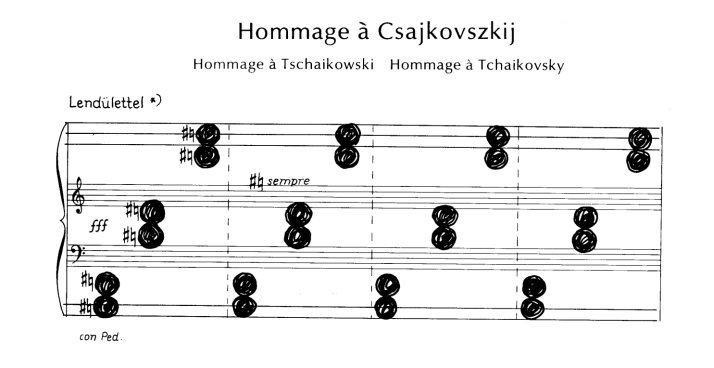
Homenatge a Tchaikovski (peça de Játékok)

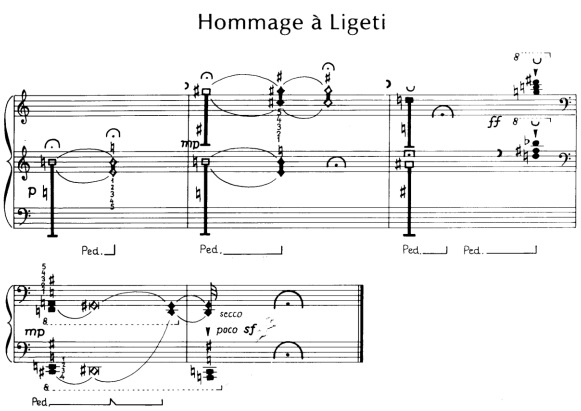
Homenatge a Ligeti (Játékok)

Algunes de les peces de Játékok son petits homenatges a compositors del segle xix com Schubert o Tchaikovski o compositors del segle xx com Ligeti o Peter Eötvös. Kurtág fa petites al·lusions a les obres d'aquests compositors per mitjà de la seva escriptura i les seves idees musicals. Alguns d'ells poden ser interpretats com una paròdia, com és el cas del homenatge a Tchaikovksi (pàg 19 del volum 1 de Játékok) amb el que tracta d'imitar per mitjà de clústers els acords inicials del Concert per a Piano nº1, op.23.

### Enregistraments
- György Kurtág: Játékok Márta Kurtág i piano de György Kurtág. Gravació del Juliol de 1996. ECM New Series 1619 (CD)